# Калін Іван Петрович
Іван Петрович Калін (рум. Ivan Petrovici Călin; 10 березня 1935, село Плоть, Рибницький район, Молдавська АРСР, Українська РСР, СРСР — 2 січня 2012, Кишинів, Молдова) — молдовський радянський державний діяч, голова Президії Верховної Ради Молдавської РСР — заступник голови Президії Верховної Ради СРСР у 1980–1985 роках, голова Ради міністрів Молдавської РСР у 1985–1990 роках. Кандидат у члени ЦК КПРС у 1981–1990 роках. Депутат Верховної ради Молдавської РСР. Депутат Верховної Ради СРСР 10–11-го скликань. Народний депутат СРСР (1989–1991). Депутат Парламенту Республіки Молдова (1998–2010).

## Життєпис
Народився в молдовській селянській родині, його рідною мовою була молдовська. Закінчив семирічну школу в рідному селі, після чого вступив до Кишинівського училища виноградарства та виноробства, яке закінчив із червоним дипломом у 1955 році. Був членом Комсомолу в 1949–1955 роках.
Член КПРС із 1955 року.
У 1960 закінчив Кишинівський сільськогосподарський інститут імені Фрунзе, де в 1958–1960 роках також обирався на посаду голови профкому. З 1960 по 1963 рік працював агрономом, заступником голови колгоспу та секретарем партійного комітету колгоспу «Вяца Ноуе» Молдавської РСР.
У 1963 році — інспектор ЦК КП Молдавії.
У 1963–1965 роках — секретар парткому Келераського виробничого колгоспно-радгоспного управління.
У 1965–1967 роках — 1-й секретар Келераського районного комітету КП Молдавії.
У 1967–1969 навчався у Вищій партійній школі при ЦК КПРС, яку закінчив у 1969.
У 1969–1971 роках — 1-й секретар Келераського районного комітету КП Молдавії.
У 1971–1976 роках — завідувач відділу сільського господарства та харчової промисловості ЦК КП Молдавії.
24 січня 1976 — 16 травня 1980 року — секретар ЦК КП Молдавії, одночасно ставши членом Бюро ЦК КПМ.
З 10 квітня 1980 по 24 грудня 1985 року — Голова Президії Верховної Ради Молдавської РСР, одночасно з 24 червня 1980 по 17 червня 1986 року — заступник Голови Президії Верховної Ради СРСР.
З 24 грудня 1985 року — Голова Ради Міністрів Молдавської РСР. Згідно Конституції СРСР, він автоматично також був членом Уряду СРСР.
10 січня 1990 звільнений з усіх партійних і державних посад. Надалі, закінчивши річні курси з підготовки керівних дипломатичних кадрів Дипломатичної Академії МЗС СРСР в 1990, працював Радником-посланником (Міністром-радником) посольства СРСР, потім Росії, в Румунії (1990—1995).
Був депутатом вищого законодавчого органу республіки понад 35 років, з них як депутат Верховної Ради Молдавської РСР (1967—1990), депутат Парламенту Республіки Молдова (1998—2010). Був обраний депутатом Ради Союзу Верховної Ради СРСР (1980—1992) від Молдавської РСР.
У лютому 2008 вийшла у світ книга «Роки боротьби та творення», присвячена подіям новітній історії Молдови.
28 серпня 2009 головував на першому засіданні Парламенту нового скликання як найстаріший депутат. На цьому засіданні повинні були пройти вибори голови Парламенту Молдови, але парламентська фракція комуністів, що володіла лише 48 мандатами з 101, а значить знаходилася в опозиції, усіма зусиллями прагнула уникнути голосування. Іван Калін, головуючий на засіданні та будучи представником партії комуністів, оголосив перерву, не поставивши це рішення на голосування, внаслідок чого парламентська більшість визнала цю вимогу комуністів необґрунтованою. Внаслідок Калін й інші депутати-комуністи покинули зал засідань, а чотири фракції, які володіють більшістю в 53 з 101 депутата, продовжили засідання самостійно.
Мав науковий ступінь кандидата економічних наук (1977), доктора економічних наук, дипломатичний ранг Надзвичайного та Повноважного Посланника першого класу. Був автором десятків монографій, брошур, статей.
Через важку хворобу відмовився в 2010 балотуватися в парламент нового скликання. Найстаршим депутатом молдовського парламенту став чинний голова КПРМ Володимир Воронін.

## Смерть
Помер у ніч з 1-го на 2 січня 2012 в одній із лікарень Кишинева. Офіційний некролог був складений і переданий у ЗМІ від ЦК Партії комуністів Республіки Молдова. Громадянська панахида за покійним відбулася 4 січня в Будинку Армії. Іван Калін похований на Центральному (Вірменському) цвинтарі в Кишиневі.

## Сім'я
Був одружений. Мав двох синів і трьох онуків.

## Нагороди
- Орден Республіки
- Орден Леніна
- Орден Жовтневої Революції
- Три ордени Трудового Червоного Прапора
- Сім медалей СРСР